# Ф'єрбінць
Ф'єрбінць, Ф'єрбінці (рум. Fierbinți) — село у повіті Димбовіца в Румунії. Входить до складу комуни Шелару.
Село розташоване на відстані 64 км на захід від Бухареста, 48 км на південь від Тирговіште, 118 км на схід від Крайови, 130 км на південь від Брашова.

## Населення
За даними перепису населення 2002 року у селі проживала 1741 особа, усі — румуни. Усі жителі села рідною мовою назвали румунську.